# Trastorno cognitivo
Un trastorno cognitivo es un trastorno mental que afecta a las funciones cognitivas, principalmente, la memoria, la percepción y la resolución de problemas. Los trastornos cognitivos más directos incluyen a la amnesia, la demencia y el delírium. Otros incluyen los trastornos de ansiedad, tales como las fobias, los pánicos, el trastorno obsesivo-compulsivo, el trastorno de ansiedad generalizado o el trastorno por estrés postraumático. Los trastornos del estado de ánimo, como la depresión y el trastorno bipolar, son igualmente trastornos cognitivos. Asimismo, los trastornos psicóticos, como la esquizofrenia y los trastornos delirantes, son clasificados como trastornos mentales cognitivos.

## Perspectiva del trastorno mental cognitivo
La perspectiva del trastorno mental cognitivo es una teoría según la cual los trastornos psicológicos se originan por una interrupción, sea corta o larga, de las funciones cognitivas básicas, es decir, la memoria, la percepción, la resolución de problemas y el lenguaje.
Un pionero de esta teoría es Albert Ellis, quien en 1962, propuso que los seres humanos desarrollan creencias irracionales sobre el mundo y, por tanto, crean trastornos en las habilidades cognitivas. Otro pionero de esta teoría es Aaron T. Beck. En 1967, Beck propuso lo que ahora se denomina "modelo cognitivo" para tratar los trastornos afectivos, principalmente, la depresión. Su modelo mostraba que una combinación de las funciones cognitivas negativas sobre el yo, el mundo y los egos posibles da lugar a trastornos mentales cognitivos.

## Neurodegeneración
Durante la maduración se produce un proceso que implica la degeneración progresiva y/o la muerte de las neuronas. Este proceso, que puede ser normal y natural durante el envejecimiento normal, involucra a las células fundamentales del tejido nervioso y a sus componentes internos, que son los que impiden efectividad en la conducción de información en el cerebro humano, con la consecuente disminución de las funciones cognitivas. Así, durante el envejecimiento normal se limitan funciones cerebrales en la zona afectada pero también pueden aparecer distintas patologías neurológicas en el ser humano, llamadas enfermedades neurodegenerativas.